# 細網内皮系
細網内皮系（さいもうないひけい、英: reticuloendothelial system; RES）とは間葉に由来し、異物を貪食することにより生体の防御に関与している細胞の総称。脾洞内皮や脾索の細網細胞、リンパ洞の細網細胞や内皮細胞、肝臓のクッパー細胞、骨髄の毛細血管内皮細胞、単球、組織球、肺胞の塵埃細胞、脳の小膠細胞などが含まれる。